# 1491: اكتشافات جديدة عن الأميركتين قبل كولومبوس
1491: اكتشافات جديدة عن الأميركتين قبل كولومبوس (بالإنجليزية: 1491: New Revelations of the Americas Before Columbus) هو كتاب لا قصصي من عام 2005 للكاتب العلمي الأميركي تشارلز س. مان عن الأميركتين قبل كولومبوس. حاز بجائزة الكليات الوطنية للتواصل لأفضل عمل يساعد عامة الناس على فهم مواضيع في العلم أو الهندسة أو الطب.
هذا الكتاب يقدم ما اكتشفته البحوث الأخيرة في مجالات مختلفة، ما يدل على أن المجتمعات البشرية في نصف الأرض الغربي—أي الشعوب الأصلية في الأمريكتين—كانت أكثر تعدادا ووصلت في وقت أبكر وثقافاتها كانت أكثر تعقدا وسيطرت على المشهد الطبيعي وشكلته بدرجة أكبر مما كان العلماء يظنون مسبقا.
يذكر الكاتب أن، وفق هذه الاكتشافات، فاثنان من أول ستة مراكز حضارة مستقلة بزغت في الأميركتين: الأول كان نورتي شيكو أي كارالسوبي في أراضي ما هي شمال بيرو الآن؛ الثاني كان في وسط أميركا في ما هي جنوب المكسيك الآن.

## ملخص الكتاب
مان يطور حججه بمجموعة متنوعة من إعادة النظر في آراء صامدة عن العالم قبل كولومبوس، بناء على اكتشافات في مجالات التركيبة السكانية
وعلم المناخ
والوبائيات والاقتصاد وعلم النبات
وعلم الوراثة
وتحليل الصور وعلم الطلع
وعلم الأحياء الجزيئي والكيمياء الحيوية وعلوم التربة. مع أنه لا يوجد توافق تام في الآراء، ويعترف مان بالخلافات، إلا أنه يقول إن الاتجاه العام السائد لدى العلماء حاليا هو الاعتراف بأن:
1. (a) مستويات عدد السكان في الأميركتين من المرجح أنها كانت أعلى مما كان العلماء يعتقدون في السابق، وأقرب من الأعداد العليا التي طرحها أقلية من العلماء
(b) وصل الإنسان في الأميركتين أبكر مما كان يظن، خلال عدة أمواج الهجرة إلى العالم الجديد (ولم تكن عبر جسر بيرنجيا البري في وقت قصير نسبيا فقط)
2. درجة التطور الثقافي ورقعة الاستيطان البشري كان أعلى وأوسع مما كان يتصور سابقا
3. العالم الجديد لم يكن أرضا برية عند الوصول الأوروبي، بل بيئة كان الشعوب الأصلية تغيرها لآلاف السنين، غالبا بالنار

ومحاور التركيز الثلاثة هذه (الأصول/عدد السكان والثقافة والبيئة) هي تشكل أساسا للأجزاء الثلاثة للكتاب.
في المقدمة، يحاول مان أن يدحص الفكرة أن "الأميركيين الأصليين جاءوا عبر جسر يابسة بيرنجيا قبل 20,000 إلى 25,000 عام تقريبا، وكان لهم تأثير صغير جدا على البيئة حتى ظلت القارتين برية وهم يتواجدون منذ آلاف السنين."